# Ga văn phòng Dong-gu

Ga văn phòng Dong-gu là ga của Tàu điện ngầm Daegu tuyến 1 ở Sinam-dong, quận Dong, Daegu, Hàn Quốc. Nó nằm ở ngã 5 Keungogae (큰고개오거리). Ngã 5 Keungogae được gọi là ngã 5 Saemaeul (새마을오거리).

## Liên kết
- DTRO ga ảo Lưu trữ ngày 6 tháng 5 năm 2021 tại Wayback Machine